# 34743 Kollipara
34743 Kollipara este o planetă minoră (asteroid), cu un diametru de 5,997 km, din centura de asteroizi. A fost descoperită pe 16 august 2001 la Experimental Test Site⁠(d) de Lincoln Near-Earth Asteroid Research. 
Obiectul prezintă o orbită caracterizată de o semiaxă mare de 3,0840993 UAi, o excentricitate de 0,18, o înclinație de 0,68908 ° în raport cu ecliptica.